# Кирсанов, Хрисанф Павлович
 Хрисанф (Кирсан) Павлович Кирсанов  (1777—1847) — генерал-майор, кавалер ордена святого Георгия 4-го класса.

## Биография
Родился в 1777 году. Сын штаб-офицера войска Донского полковника Павла Фомича Кирсанова (1740—1782) и Марфы Дмитриевны, урождённой Мартыновой (ок. 1760—1812/1813). Пасынок атамана Матвея Ивановича Платова. Сестра Екатерина Павловна позднее вышла замуж за наказного атамана Н. В. Иловайского 5-го.
Образование получил дома.
23 ноября 1787 года зауряд-есаул, с определением в Екатеринославский казачий полк. 5 февраля 1791 года произведён в поручики. 28 февраля 1796 года войсковой старшина. Принимал участие в русско-шведской войне.
10 ноября 1808 года назначен адъютантом при военном министре. Принимал участие в Отечественной войне 1812 года. 24 октября 1819 года назначен командиром атаманского полка на Дону. 12 марта 1823 года уволен со службы. 10 сентября 1826 года назначен флигель-адъютантом к Его Императорскому Величеству. 6 декабря того же года произведён в генерал-майоры. 9 апреля 1829 года уволен со службы. После увольнения поселился в Таганроге, вёл активную общественную и светскую жизнь, возглавлял комиссию по строительству церкви Св. Митрофана . В городе сохранился особняк Кирсанова на пересечении ул. Чехова и пер. Комсомольского.
Скончался в 1847 году.

## Награды
- Орден Святой Анны 4-й ст.
- Орден Святого Владимира 4-й ст.
- Орден Святого Георгия 4-й ст.
- Орден Святой Анны 2-й ст. с алмазами.
- Орден Святого Владимира 3-й ст.